# Vibrante múltiple uvular sorda
La consonante vibrante múltiple uvular sorda es un sonido del habla humana presente en algunas lenguas. Su símbolo en el alfabeto fonético internacional  es ʀ̥ . Es menos común que la consonante correspondiente sonora.

## Aparición en distintas lenguas
- Afrikáans: goed [ʀ̥ut] bien/bueno
- Alemán: treten [ˈtʀ̥eːtn̩] pisar, hollar, montar
- Español (Dialecto de Ponce): perro [ˈpe̞ʀ̥o̞] perro
- Francés (Belga): triste [t̪ʀ̥is̪t̪ə] triste
- Limburgués: geer [ɣeːʀ̥] olor
- Neerlandés (Belga): door [doːʀ̥] mediante

- Datos: Q18395680